# Lindelofia longiflora
Espèce
Classification phylogénétique
Lindelofia longiflora est une espèce de plantes herbacées de la famille des Boraginacées originaire d'Asie himalayenne.

## Historique et position taxinomique
Lindelofia longiflora, comme le genre, appartient à la sous-famille des Boraginoideae.
En 1836, George Bentham décrit une espèce dans le genre Cynoglossum : Cynoglossum longiflorum Benth.
En 1846, Alphonse Pyrame de Candolle la place dans le genre Omphalodes : Omphalodes longiflora (Benth.) A.DC.
Pierre Edmond Boisset, en 1849, décrit cette espèce dans le nouveau genre Paracaryum qu'il crée dans la famille : Paracaryum longiflorum (Benth.) Boiss.
Johann Georg Christian Lehmann utilise cette espèce comme l'une des deux espèces types du genre qu'il décrit en 1850, mais avec une épithète spécifique différente : Lindelofia spectabilis  Lehm.. 
En 1852, Gottlieb Wilhelm T.G. Bischoff nomme un genre Anchusopsis avec une unique espèce : Anchusopsis longiflora (Benth.) Bisch. sur la base de Cynoglossum longiflorum Benth..
En 1890, Henri Ernest Baillon corrige l'épithète spécifique de Johann Georg Christian Lehmann en attribuant l'épithète de George Bentham : Lindelofia longiflora (Benth.) Baill.
Mikhail Grigoríevič Popov, dans la une revue complète du genre en 1953, confirme ce classement dans le genre Lindelofia.

## Description
Il s'agit de plantes vivaces herbacées érigées, pouvant atteindre 60 cm de haut.
Les feuilles sont entières et alternes. Les feuilles basales sont longuement pétiolées.
La corolle est campanulée, de couleur bleue. Le tube de la corolle est plus long que le calice. Le style est long et persistant.
Cette espèce compte de nombreux synonymes : 
- Anchusopsis longiflora (Benth.) Bisch.
- Cynoglossum longiflorum Benth.
- Lindelofia spectabilis Lehm.
- Omphalodes longiflora (Benth.) A.DC.
- Paracaryum longiflorum (Benth.) Boiss.

Deux sous-espèces sont aussi répertoriées :
- Lindelofia longiflora var. falconeri (C.B.Clarke) Brand (1921) - synonyme : Lindelofia spectabilis var. falconeri C.B.Clarke
- Lindelofia longiflora var. levingii (C.B.Clarke) Brand (1921) - synonyme : Lindelofia spectabilis var. levingii C.B.Clarke

Le nombre de base des chromosomes est de 12.

## Distribution
Lindelofia longiflora est originaire de l'Himalaya : Pakistan, Cachemire, nord de l'Inde.
Un début d'utilisation ornementale commence à la répandre dans les pays tempérés froids.

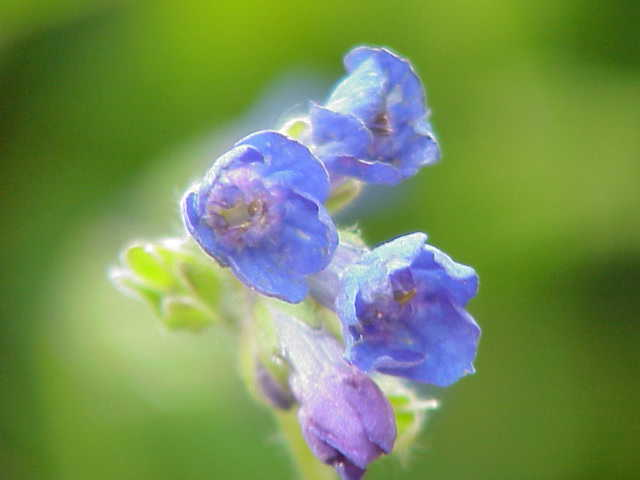
Fleurs
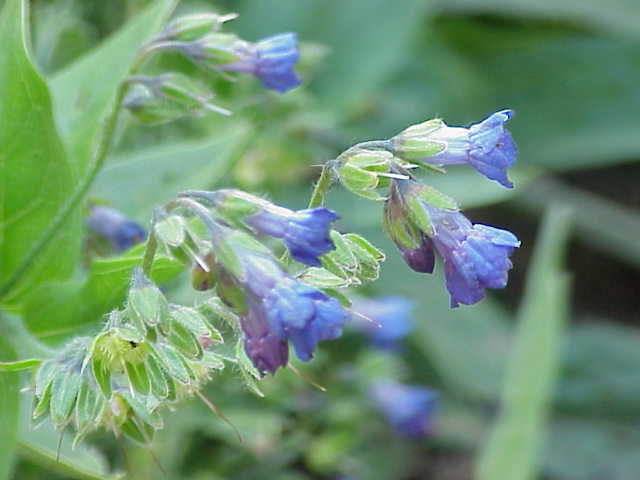
Floraison
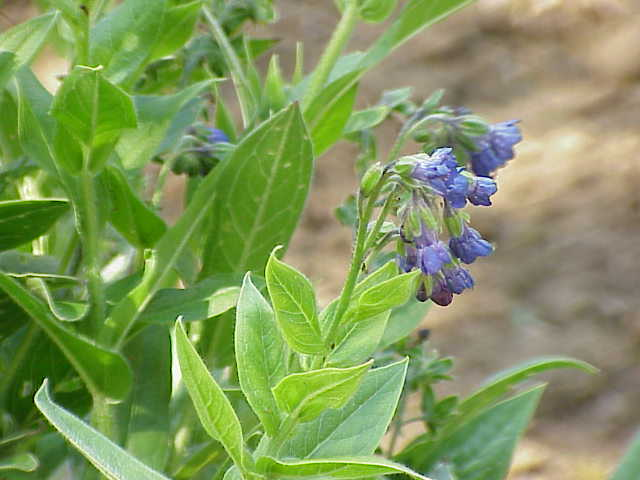
Floraison